# Тимирбулатов, Салаудин Хасмагамадович
Салаудин Хасмагамадович Тимирбулатов (род. 22 августа 1960) — чеченский полевой командир по прозвищу «Тракторист», получивший печальную известность тем, что в 1996 году казнил пленного российского солдата. Сцена казни снималась на видео. Осужден к пожизненному лишению свободы.

## Биография
Салаудин Тимирбулатов родился 22 августа 1960 года в селе Борзой Чечено-Ингушской АССР. В 1979 году, отслужив в Советской Армии, Тимирбулатов вернулся в родное село (в то время — колхоз имени С. М. Кирова), работал трактористом. Во время своей работы он имел исключительно положительные характеристики, десятки похвальных грамот, был даже премирован легковым автомобилем. Тимирбулатов был женат и воспитывал шестерых детей. В 1980 году он вступил в ряды Коммунистической партии Советского Союза, затем неоднократно избирался депутатом районного и сельского советов, баллотировался в Верховный Совет ЧИАССР.

## Тимирбулатов во время правления Дудаева. Убийство российских солдат
В 1991 году во главе Чечни стал бывший генерал Советской Армии Джохар Дудаев. Он повёл жёсткий националистический курс, направленный в конечном итоге на отделение республики от СССР. Подобные воззвания вдохновили Тимирбулатова, и вскоре он вступил в ряды незаконных вооружённых формирований дудаевской армии. Первоначально Тимирбулатов служил в так называемом «Шатойском полку» под командованием Белоева. Вскоре Тимирбулатов, получивший кличку «Тракторист» за своё колхозное прошлое, был назначен командиром над вооружённым формированием из нескольких десятков боевиков. С тех пор банда Тракториста стала принимать участие в нападениях на федеральные войска.
11 апреля 1996 года Тимирбулатов и несколько членов его формирования вызвались провести показательное убийство захваченных в плен во время нападения банды Ахмеда Закаева на их подразделение на автодороге Атаги — Гойское четверых российских солдат: старшего сержанта Эдуарда Федоткова, младшего сержанта Павла Шаронова, рядовых Сергея Митряева и Алексея Щербатых. Пленных вывезли на высотку Сураты, в пяти километрах от села Комсомольское. Первым был казнён Шаронов, которому перерезал горло боевик Бахарчиев. Следующему перерезали горло Щербатых, на сей раз это сделал боевик Дукуах. Старшего сержанта Федоткова расстрелял боевик по имени Хамзат (фамилия неизвестна), а Митряева Тимирбулатов застрелил лично. Весь процесс убийства снимался на видеокамеру, и впоследствии видеосъёмка стала решающей уликой для суда..
Банда Тимирбулатова неоднократно занималась похищениями людей с целью получения выкупа за них. Так, в январе 1997 года, бандитами был захвачен турецкий предприниматель Назим Сабанджиглоу, за которого они получили 250 тысяч долларов. Летом 1999 года Тимирбулатов стал главой так называемого Шатойского районного управления шариатской безопасности.
Тракторист принимал косвенное участие в захвате офицера Российской Армии подполковника Александра Жукова, впоследствии за мужество, проявленное в чеченском плену, удостоенного высокого звания Героя Российской Федерации. 31 января 2000 года его формирование напало на подразделение, которым командовал Жуков, и взяло его в плен. В марте того же года офицер был чудом спасён.

## Арест, следствие и суд
Сам Тимирбулатов был задержан в результате специальной операции, проведённой российскими спецслужбами, 19 марта 2000 года. На следствии и на суде Тракторист признал только самое очевидное из своих преступлений — участие в расправе над военнослужащими 11 апреля 1996 года.
11 января 2001 года Тимирбулатов предстал перед Верховным судом Кабардино-Балкарской Республики. 15 февраля того же года бандит был признан виновным в совершении преступлений, предусмотренных 11 статьями УК РФ, как то: посягательство на жизнь, захват и удержание заложников, разбой, хищение огнестрельного оружия и боеприпасов, распространение наркотиков, приобретение и ношение огнестрельного оружия, убийство одного человека, убийство четырёх военнослужащих. По совокупности преступлений бывшему чеченскому полевому командиру было назначено наказание в виде пожизненного лишения свободы в исправительной колонии особого режима. Верховный Суд России оставил приговор без изменения. В настоящее время Салаудин Тимирбулатов продолжает отбывать наказание в колонии «Чёрный дельфин». По некоторым данным, он был тяжело болен туберкулёзом.

## В массовой культуре
- Документальный фильм «12 лет спустя» из цикла Вахтанга Микеладзе «Приговоренные пожизненно»
- Документальный фильм «Чеченский синдром» из цикла Вахтанга Микеладзе «Пожизненно лишённые свободы»